# I. e. 240-es évek
Évszázadok: i. e. 4. század – i. e. 3. század – i. e. 2. század
Évtizedek: i. e. 290-es évek – i. e. 280-as évek – i. e. 270-es évek – i. e. 260-as évek – i. e. 250-es évek – i. e. 240-es évek – i. e. 230-as évek – i. e. 220-as évek – i. e. 210-es évek – i. e. 200-as évek – i. e. 190-es évek
Évek: i. e. 249 – i. e. 248 – i. e. 247 – i. e. 246 – i. e. 245 – i. e. 244 – i. e. 243 – i. e. 242 – i. e. 241 – i. e. 240